# Cocio

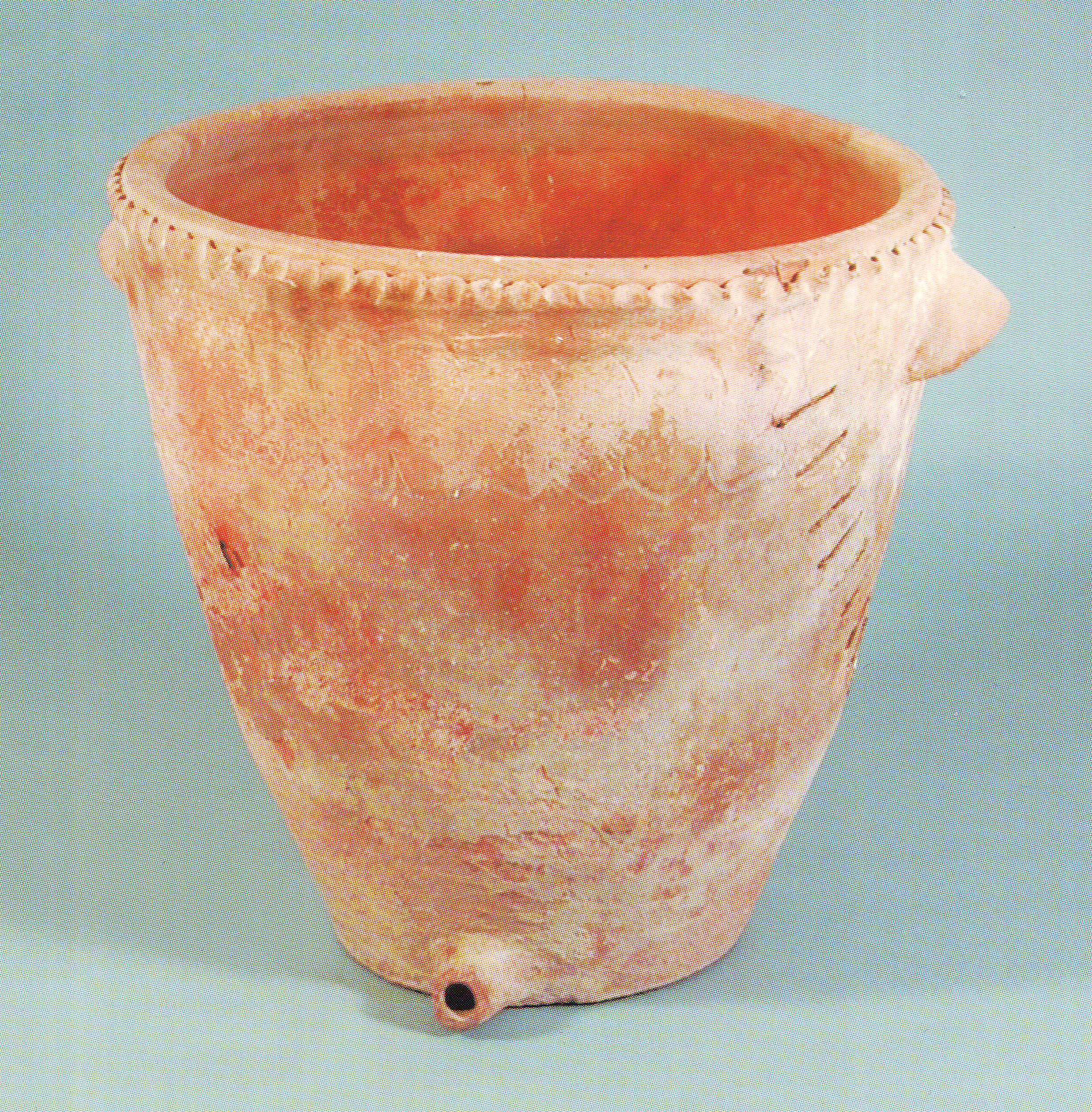
Cocio, tinajón o tintero. Gran vasija similar a las tinajas, pero de boca más abierta, base plana y estable, boca decorada con digitaciones, y dos asas u orejas enfrentadas; su característica diferenciadora estriba en el orificio o pitorro de desagüe. Para diferentes usos en procesos de decantación (como el blanqueado de ropa con ceniza), separación del aceite del agua caliente durante el prensado de la aceituna, etc. Medidas: 61 cm de altura con dos diámetros: 59 cm (boca) y 31 cm (base). Fábrica del siglo XIX y procedencia desconocida dentro del territorio español. Adquirida por Diego Angulo Íñiguez, investigador y catedrático, especialista en la obra de Bartolomé Esteban Murillo, con destino a la reproducción de la Casa de Murillo en Sevilla. Trasladada al Museo de Artes y Costumbres Populares (Sevilla).

Cocio es una vasija de boca abierta, similar a la tinaja o a un barreño grande, con la peculiaridad de que, a diferencia de estos, dispone de un orificio de desagüe en la mitad inferior del recipiente. Durante siglos se utilizó en España y su geografía de influencia como gran lebrillo para blanquear la ropa.
Como término lingüístico tuvo su ámbito de uso en Aragón, el levante español y parte de Andalucía y de La Mancha; en otros contextos geográficos puede identificarse con el corciol. En el Altiplano de Utiel se le conoce como "cociol", siendo un producto habitual de sus ollerías especializadas en tinajas. En la fábrica alfarera está unido a la producción de tinajas.

## Cocios calandinos
La primitiva cerámica de Calanda, ofrece, con una riqueza lingüística que como en muchos entornos de la alfarería constituye un buen ejemplo de "dialecto tecnológico", una colección de modelos tradicionales del cocio calandino, también llamado "cuezo" o "colador", fabricados en seis tamaños: 
- darrial, para cuatro canastas de ropa;
- dececheno, para tres;
- cocico, para dos;
- pañalero, para una muda;
- barreño, una canasta;
- raboso, para fregar, por lo general, y emparentados con los lebrillos de fondo plano, fabricados en dos tamaños, llamándose al más pequeño "rabosico".[6]

La fama e importancia etnográfica del cocio en el ámbito geográfico queda reflejada en esta copla popular recogida por la doctora Natacha Seseña:
En Calanda venden cocios,
en Alcorisa pucheros,
en Alcañiz buenas mozas,
en Foz fabrican los cocios
y en Caspe buenos saleros.